# Gran Premio di Spagna 2009
Il Gran Premio di Spagna 2009 è la quinta prova della stagione 2009 del Campionato mondiale di Formula 1. Si è corso domenica 10 maggio 2009 sul Circuito di Catalogna a Montmeló. È inoltre il primo Gran Premio europeo della stagione di corse 2009.

## Vigilia

### Aspetti sportivi
Il 29 aprile 2009 si è tenuta l'udienza sul caso del presunto sorpasso irregolare di Trulli ai danni di Hamilton in Australia, che si è rivelato poi una scorrettezza da parte del pilota inglese avvenuta sotto consiglio del team. La FIA ha deciso di applicare una penalità di esclusione della squadra da 3 Gran Premi per la McLaren-Mercedes, ma alla sola condizione che emergano nuovi elementi sul fatto o che avvenga una nuova irregolarità sportiva da parte del costruttore inglese nel corso dei prossimi 12 mesi.
È stata ventilata l'ipotesi che il gran premio venga corso senza pubblico al fine di evitare l'espansione della pandemia di febbre suina, in quanto la regione della Catalogna risulta l'area maggiormente colpita dal virus in Europa.
Il pilota neozelandese Brendon Hartley, dopo aver ottenuto la superlicenza, viene ufficialmente nominato pilota di riserva della Red Bull.
L'incidente in cui è incappato Heikki Kovalainen nel gran premio dello scorso anno alla curva Campsa, ha spinto Mark Webber, uno dei delegati della Grand Prix Drivers' Association, a chiedere un miglioramento del tracciato in quel punto. Tramite il suo articolo per la BBC, Webber ha affermato che «la via di fuga in quel punto è troppo stretta, tanto che dobbiamo rivedere il tracciato, altrimenti chi ha un incidente in quel punto rischia troppo». In risposta alla richiesta, la FIA ha fatto eseguire dei lavori che dovrebbero minimizzare il rischio di altri incidenti del genere. Il livello della via di fuga in sabbia è stata alzata di 1,5 metri per dare una graduale inclinazione al terreno in modo da rallentare le vetture che dovessero uscire. Un'ulteriore protezione è stata posta prima delle file di gomme per ridurre la possibilità che la vettura possa finire dentro le gomme stesse. Il cordolo è stato modificato e la superficie dell'erba artificiale è stata ampliata di 10 metri.

### Aspetti tecnici
La Bridgestone, fornitrice unica degli pneumatici, annuncia che, per la gara, ha scelto coperture di mescola dura e morbida.
Il gran premio europeo è poi occasione per molte scuderie di apportare le prime modifiche sostanziali alle proprie vetture. La Brawn GP nel tentativo di restare la più competitiva, schiera una BGP 001 evoluta, così come la Ferrari, che per recuperare, introduce il nuovo diffusore posteriore sulla F60, e riduce il peso sulla vettura di Kimi Räikkönen. La Ferrari decide di mantenere il KERS malgrado i problemi incorsi nelle prime gare.
La BMW Sauber annuncia, invece, che il sistema KERS non verrà portato né a Montmeló né nel successivo Gran Premio di Monaco. Ciò è dovuto all'introduzione di significative modifiche aerodinamiche e alla volontà di testarle al meglio. La casa tedesca non ritiene ancora utile introdurre il nuovo diffusore posteriore, sul quale stanno lavorando, in quanto non sono ancora in grado di sfruttarne il potenziale.
La Force India fa slittare il debutto del dispositivo KERS sulle proprie vetture inizialmente previsto per questo Gran Premio. Questo è dovuto al fatto che il team, allo stato attuale, non considera il KERS come fonte di grande vantaggio, ma preferisce concentrarsi invece sullo sviluppo di altre componenti, come l'aerodinamica.

## Prove
Nella prima sessione del venerdì, si è avuta questa situazione:
| Pos | N  | Pilota        | Squadra-Motore | Tempo    | Gap   | Giri |
| --- | -- | ------------- | -------------- | -------- | ----- | ---- |
| 1   | 22 | Jenson Button | Brawn-Mercedes | 1:21.799 |       | 21   |
| 2   | 9  | Jarno Trulli  | Toyota         | 1:22.154 | 0.355 | 20   |
| 3   | 5  | Robert Kubica | BMW Sauber     | 1:22.221 | 0.422 | 24   |

Nella seconda sessione del venerdì, si è avuta questa situazione:
| Pos | N  | Pilota          | Squadra-Motore  | Tempo    | Gap   | Giri |
| --- | -- | --------------- | --------------- | -------- | ----- | ---- |
| 1   | 16 | Nico Rosberg    | Williams-Toyota | 1:21.588 |       | 43   |
| 2   | 17 | Kazuki Nakajima | Williams-Toyota | 1:21.740 | 0.152 | 40   |
| 3   | 7  | Fernando Alonso | Renault         | 1:21.781 | 0.193 | 36   |

Nella sessione del sabato mattina, si è avuta questa situazione:
| Pos | N  | Pilota         | Squadra-Motore | Tempo    | Gap   | Giri |
| --- | -- | -------------- | -------------- | -------- | ----- | ---- |
| 1   | 3  | Felipe Massa   | Ferrari        | 1:20.553 |       | 18   |
| 2   | 4  | Kimi Räikkönen | Ferrari        | 1:20.635 | 0.082 | 22   |
| 3   | 22 | Jenson Button  | Brawn-Mercedes | 1:21.050 | 0.497 | 19   |

## Qualifiche
Nella sessione di qualificazione, si è avuta questa situazione:
| Pos | N  | Pilota               | Costruttore/Motore      | Q1       | Q2       | Q3       | Giri | Griglia | Massa |
| --- | -- | -------------------- | ----------------------- | -------- | -------- | -------- | ---- | ------- | ----- |
| 1   | 22 | Jenson Button        | Brawn-Mercedes          | 1:20.707 | 1:20.192 | 1:20.527 | 21   | 1       | 646   |
| 2   | 15 | Sebastian Vettel     | Red Bull-Renault        | 1:20.715 | 1:20.220 | 1:20.660 | 15   | 2       | 651.5 |
| 3   | 23 | Rubens Barrichello   | Brawn-Mercedes          | 1:20.808 | 1:19.954 | 1:20.762 | 20   | 3       | 649.5 |
| 4   | 3  | Felipe Massa         | Ferrari                 | 1:20.484 | 1:20.149 | 1:20.934 | 18   | 4       | 655   |
| 5   | 14 | Mark Webber          | Red Bull-Renault        | 1:20.689 | 1:20.007 | 1:21.049 | 17   | 5       | 651.5 |
| 6   | 10 | Timo Glock           | Toyota                  | 1:20.877 | 1:20.107 | 1:21.247 | 25   | 6       | 646.5 |
| 7   | 9  | Jarno Trulli         | Toyota                  | 1:21.189 | 1:20.420 | 1:21.254 | 25   | 7       | 655.5 |
| 8   | 7  | Fernando Alonso      | Renault                 | 1:21.186 | 1:20.509 | 1:21.392 | 20   | 8       | 645   |
| 9   | 16 | Nico Rosberg         | Williams-Toyota         | 1:20.745 | 1:20.256 | 1:22.558 | 22   | 9       | 668   |
| 10  | 5  | Robert Kubica        | BMW Sauber              | 1:20.931 | 1:20.408 | 1:22.685 | 15   | 10      | 660   |
| 11  | 17 | Kazuki Nakajima      | Williams-Toyota         | 1:20.818 | 1:20.531 |          | 16   | 11      | 676.6 |
| 12  | 8  | Nelson Piquet Jr.    | Renault                 | 1:21.128 | 1:20.604 |          | 20   | 12      | 677.4 |
| 13  | 6  | Nick Heidfeld        | BMW Sauber              | 1:21.095 | 1:20.676 |          | 16   | 13      | 676.3 |
| 14  | 1  | Lewis Hamilton       | McLaren-Mercedes        | 1:20.991 | 1:20.805 |          | 12   | 14      | 683   |
| 15  | 12 | Sébastien Buemi      | Toro Rosso-Ferrari      | 1:21.033 | 1:21.067 |          | 15   | 15      | 678   |
| 16  | 4  | Kimi Räikkönen       | Ferrari                 | 1:21.291 |          |          | 5    | 16      | 673   |
| 17  | 11 | Sébastien Bourdais   | Toro Rosso-Ferrari      | 1:21.300 |          |          | 8    | 17      | 669   |
| 18  | 2  | Heikki Kovalainen    | McLaren-Mercedes        | 1:21.675 |          |          | 10   | 18      | 657   |
| 19  | 20 | Adrian Sutil         | Force India F1-Mercedes | 1:21.742 |          |          | 11   | 19      | 675   |
| 20  | 21 | Giancarlo Fisichella | Force India F1-Mercedes | 1:22.204 |          |          | 11   | 20      | 656   |

## Gara

### Resoconto
Al via parte bene Barrichello che conquista il primo posto; guadagna anche Massa su Vettel; quest'ultimo scivola al 4º posto. Alla prima curva Trulli viene stretto da Rosberg e finisce in testacoda, causando una collisione con Sutil, mentre per evitare il contatto Buemi frena, venendo tamponato dal compagno di squadra Bourdais; per liberare la pista dai numerosi detriti viene fatta entrare la Safety car che congela le posizioni per 5 giri. Alle spalle dei quattro, sono Webber, Alonso, Rosberg e Glock.

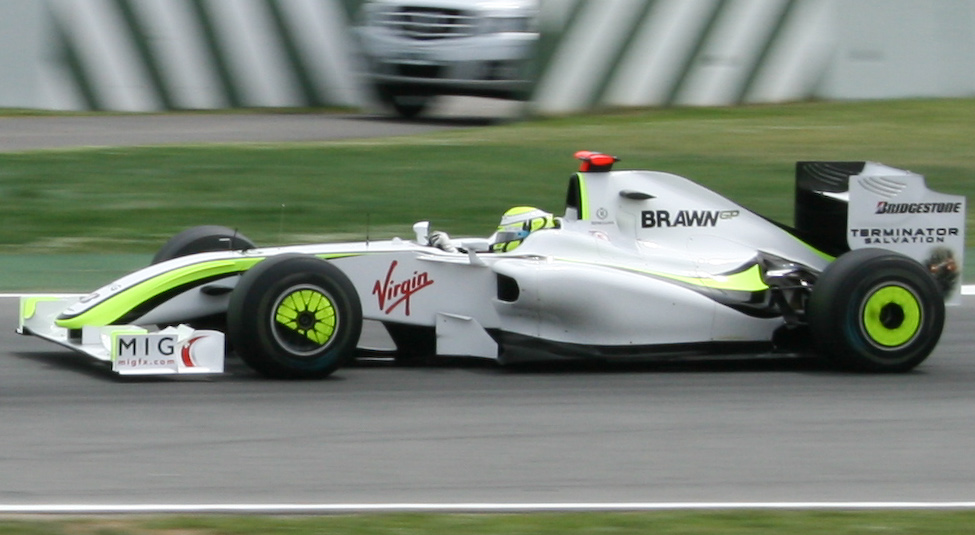
Button, quarta vittoria in cinque gare

Alla ripartenza le Brawn guadagnano terreno sugli inseguitori, mentre Kovalainen ha un problema al cambio ed è costretto al ritiro. Al primo pit-stop, Barrichello opta per tre soste, imbarcando poca benzina e guadagnando decisamente sugli altri; Button invece prosegue con più carico. Räikkönen accusa problemi al motore ed è costretto al ritiro. Massa e Vettel hanno una strategia identica che li vede fermare due volte allo stesso giro, con il brasiliano che la spunta sul tedesco; Webber, grazie ad un secondo stint a gomme morbide decisamente lungo riesce a sorpassare questi due piloti. La strategia di Barrichello non paga: si ritrova dietro al compagno inglese al termine della sua terza sosta, e si deve accontentare del secondo posto finale. Nel corso degli ultimi giri, in Ferrari si accorgono della poca benzina rimasta sulla vettura di Massa, che è costretto a cedere il passo a Vettel e ad Alonso per risparmiare carburante in modo da raggiungere il traguardo.

### Risultati
I risultati del GP sono stati i seguenti:
| Pos | N. | Pilota               | Costruttore/Motore      | Giri | Tempo/Ritiro                                  | Griglia | Punti |
| --- | -- | -------------------- | ----------------------- | ---- | --------------------------------------------- | ------- | ----- |
| 1   | 22 | Jenson Button        | Brawn-Mercedes          | 66   | 1h37'19"202                                   | 1       | 10    |
| 2   | 23 | Rubens Barrichello   | Brawn-Mercedes          | 66   | +13"056                                       | 3       | 8     |
| 3   | 14 | Mark Webber          | Red Bull-Renault        | 66   | +13"924                                       | 5       | 6     |
| 4   | 15 | Sebastian Vettel     | Red Bull-Renault        | 66   | +18"941                                       | 2       | 5     |
| 5   | 7  | Fernando Alonso      | Renault                 | 66   | +43"166                                       | 8       | 4     |
| 6   | 3  | Felipe Massa         | Ferrari                 | 66   | +50"827                                       | 4       | 3     |
| 7   | 6  | Nick Heidfeld        | BMW Sauber              | 66   | +52"312                                       | 13      | 2     |
| 8   | 16 | Nico Rosberg         | Williams-Toyota         | 66   | +1'05"211                                     | 9       | 1     |
| 9   | 1  | Lewis Hamilton       | McLaren-Mercedes        | 65   | +1 giro                                       | 14      |       |
| 10  | 10 | Timo Glock           | Toyota                  | 65   | +1 giro                                       | 6       |       |
| 11  | 5  | Robert Kubica        | BMW Sauber              | 65   | +1 giro                                       | 10      |       |
| 12  | 8  | Nelson Piquet Jr.    | Renault                 | 65   | +1 giro                                       | 12      |       |
| 13  | 17 | Kazuki Nakajima      | Williams-Toyota         | 65   | +1 giro                                       | 11      |       |
| 14  | 21 | Giancarlo Fisichella | Force India F1-Mercedes | 65   | +1 giro                                       | 20      |       |
| Rit | 4  | Kimi Räikkönen       | Ferrari                 | 17   | Idraulica                                     | 16      |       |
| Rit | 2  | Heikki Kovalainen    | McLaren-Mercedes        | 7    | Cambio                                        | 18      |       |
| Rit | 9  | Jarno Trulli         | Toyota                  | 0    | Collisione con A.Sutil, S.Bourdais e S.Buemi  | 7       |       |
| Rit | 12 | Sébastien Buemi      | Toro Rosso-Ferrari      | 0    | Collisione con A.Sutil, S.Bourdais e J.Trulli | 15      |       |
| Rit | 11 | Sébastien Bourdais   | Toro Rosso-Ferrari      | 0    | Collisione con A.Sutil, S.Buemi e J.Trulli    | 17      |       |
| Rit | 20 | Adrian Sutil         | Force India F1-Mercedes | 0    | Collisione con S.Bourdais, S.Buemi e J.Trulli | 19      |       |

## Classifiche Mondiali

### Piloti
| Pos | Pilota             | Punti |
| --- | ------------------ | ----- |
| 1   | Jenson Button      | 41    |
| 2   | Rubens Barrichello | 27    |
| 3   | Sebastian Vettel   | 23    |
| 4   | Mark Webber        | 15,5  |
| 5   | Jarno Trulli       | 14,5  |
| 6   | Timo Glock         | 12    |
| 7   | Lewis Hamilton     | 9     |
| 8   | Fernando Alonso    | 9     |
| 9   | Nick Heidfeld      | 6     |
| 10  | Nico Rosberg       | 4,5   |
| 11  | Heikki Kovalainen  | 4     |
| 12  | Felipe Massa       | 3     |
| 13  | Kimi Räikkönen     | 3     |
| 14  | Sébastien Buemi    | 3     |
| 15  | Sébastien Bourdais | 1     |

### Costruttori
| Pos | Team             | Punti |
| --- | ---------------- | ----- |
| 1   | Brawn-Mercedes   | 68    |
| 2   | RBR-Renault      | 38,5  |
| 3   | Toyota           | 26,5  |
| 4   | McLaren-Mercedes | 13    |
| 5   | Renault          | 9     |
| 6   | BMW Sauber       | 6     |
| 7   | Ferrari          | 6     |
| 8   | Williams-Toyota  | 4,5   |
| 9   | STR-Ferrari      | 4     |